# Superliga de Serbia 2007-08
La Superliga de Serbia en su temporada 2007-08, fue la 2ª edición del torneo. El campeón fue el club Partizan de Belgrado que consiguió su 20° título en su historia; logró además el doblete al vencer en la final de la copa al FK Zemun Belgrado.

## Formato de competición
Los doce clubes en la competición se agrupan en un único grupo en que se enfrentan tres veces a sus oponentes en dos ruedas (ida y vuelta). Al final de la temporada los últimos dos clasificados son relegados y sustituidos por los dos mejores clubes de la Segunda Liga.
Al inicio del torneo el club Napredak Kruševac tomó el lugar del club Mladost Apatin en primera división al no lograr este último la licencia en la Superliga.

## Posiciones
|  |     | Equipo                 | PJ | PG | PE | PP | GF | GC | DG  | PTS |
|  | --- | ---------------------- | -- | -- | -- | -- | -- | -- | --- | --- |
|  | 1.  | Partizan Belgrado      | 33 | 24 | 8  | 1  | 63 | 23 | +40 | 80  |
|  | 2.  | Estrella Roja Belgrado | 33 | 21 | 12 | 0  | 65 | 22 | +43 | 75  |
|  | 3.  | Vojvodina Novi Sad     | 33 | 18 | 8  | 7  | 53 | 33 | +20 | 62  |
|  | 4.  | Borac Čačak            | 33 | 12 | 10 | 11 | 29 | 33 | -4  | 46  |
|  | 5.  | Napredak Kruševac      | 33 | 11 | 8  | 14 | 25 | 33 | -8  | 41  |
|  | 6.  | Čukarički Belgrado     | 33 | 10 | 10 | 13 | 31 | 32 | -1  | 40  |
|  | 7.  | Mladost Lučani         | 33 | 8  | 14 | 11 | 32 | 41 | -9  | 38  |
|  | 8.  | Hajduk Kula            | 33 | 8  | 13 | 12 | 25 | 31 | -6  | 37  |
|  | 9.  | OFK Belgrado           | 33 | 9  | 9  | 15 | 31 | 45 | -14 | 36  |
|  | 10. | FK Smederevo (PR)      | 33 | 10 | 6  | 17 | 33 | 44 | -11 | 36  |
|  | 11. | Banat Zrenjanin        | 33 | 6  | 10 | 17 | 34 | 57 | -23 | 28  |
|  | 12. | Bežanija Novi Belgrade | 33 | 5  | 4  | 24 | 31 | 58 | -27 | 19  |

### Playoff de Relegación
|  | FK Rad Belgrado | 3:1' | FK Smederevo |  |  |

|  | FK Smederevo | 2:1' | FK Rad Belgrado |  |  |

FK Smederevo desciende a Segunda Liga, FK Rad Belgrado asciende a la Superliga.

### Máximos Goleadores
| Goles              | Jugador       | Club |
| ------------------ | ------------- | ---- |
| Nenad Jestrović    | Estrella Roja | 13   |
| Lamine Diarra      | FK Partizan   | 12   |
| Stevan Jovetić     | FK Partizan   | 12   |
| Predrag Ranđelović | FK Bežanija   | 12   |
| Gojko Kačar        | FK Vojvodina  | 11   |

### Plantel Campeón
- La siguiente es la plantilla del equipo campeón Partizan de Belgrado.

| FK Partizan Belgrado |
| Zoran Tošić (32/8), Lamine Diarra (31/12), Đorđe Lazić (30/6), Almani Moreira (28/7), Darko Maletić (28/0), Stevan Jovetić (27/12), Juca (25/5), Nemanja Rnić (25/0), Darko Božović (24/0), Ivan Obradović (19/0), Aleksandar Lazevski (16/2), Žarko Lazetić (15/1), Nikola Mitrović (15/0), Nenad Đorđević (14/6), Ednilson (14/0), Mladen Božović (10/0), Srđa Knežević (10/0), Milan Vještica (9/0), Marko Jovanović (9/0), Dragan Čadikovski (7/2), Slaven Stjepanović (7/1), Marko Ćetković (6/0), Milovan Sikimić (5/0), Risto Lakić (2/0). Entrenador: Miroslav Đukić (1-18), Slaviša Jokanović (desde fecha 19). |

## Segunda Liga
En la Segunda División (Prva Liga Srbija) compitieron 18 clubes, dos equipos fueron ascendidos a la Superliga Serbia y cinco fueron relegados a la Liga Srpska, tercera división del fútbol serbio.
El Rad Belgrado ganador de la promoción de 4 equipos (clubes ubicados del 3 al 6 º lugar) tiene la oportunidad de jugar un definición de ida y vuelta con el equipo clasificado 10° en la Superliga por un cupo de la Superliga 2008/09.
|  |     | Equipo                   | PJ | PG | PE | PP | GF | GC | DG  | PTS |
|  | --- | ------------------------ | -- | -- | -- | -- | -- | -- | --- | --- |
|  | 1.  | Javor Ivanjica           | 34 | 18 | 16 | 0  | 38 | 12 | 26  | 70  |
|  | 2.  | FK Jagodina              | 34 | 15 | 13 | 6  | 37 | 19 | 18  | 58  |
|  | 3.  | BSK Borča                | 34 | 17 | 7  | 10 | 38 | 21 | 17  | 58  |
|  | 4.  | Rad Belgrado (P)         | 34 | 16 | 9  | 9  | 50 | 34 | 16  | 57  |
|  | 5.  | Voždovac Belgrado        | 34 | 16 | 9  | 9  | 39 | 27 | 12  | 57  |
|  | 6.  | Metalac Gornji Milanovac | 34 | 13 | 10 | 11 | 33 | 26 | 7   | 49  |
|  | 7.  | SREM Sremska Mitrovica   | 34 | 14 | 5  | 15 | 43 | 41 | 2   | 47  |
|  | 8.  | Mladost Apatin           | 34 | 13 | 8  | 13 | 30 | 31 | -1  | 47  |
|  | 9.  | FK ČSK Pivara            | 34 | 11 | 13 | 10 | 34 | 29 | 5   | 46  |
|  | 10. | FK Novi Sad              | 34 | 12 | 10 | 12 | 31 | 30 | 1   | 46  |
|  | 11. | FK Sevojno               | 34 | 11 | 12 | 11 | 34 | 34 | 0   | 45  |
|  | 12. | FK Novi Pazar            | 34 | 12 | 9  | 13 | 29 | 39 | -10 | 45  |
|  | 13. | Hajduk Belgrado          | 34 | 12 | 8  | 14 | 28 | 33 | -5  | 44  |
|  | 14. | Radnički Niš             | 34 | 11 | 10 | 13 | 29 | 31 | -2  | 43  |
|  | 15. | Zemun Belgrado           | 34 | 10 | 12 | 12 | 28 | 40 | -12 | 42  |
|  | 16. | Vlasina Vlasotince       | 34 | 9  | 10 | 15 | 35 | 47 | -12 | 37  |
|  | 17. | OFK Mladenovac           | 34 | 7  | 9  | 18 | 28 | 51 | -23 | 30  |
|  | 18. | Radnički Pirot           | 34 | 1  | 6  | 27 | 16 | 55 | -39 | 9   |

Ascensos desde tercera liga: Kolubara Lazarevac, Zlatibor Subotica, FK Indija, Mladi Radnik Požarevac, Dinamo Vranje.